# Kaukázusi csík
A kaukázusi csík (Sabanejewia caucasica) a sugarasúszójú halak (Actinopterygii) osztályának pontyalakúak (Cypriniformes) rendjébe, ezen belül a csíkfélék (Cobitidae) családjába tartozó faj.

## Előfordulása
A kaukázusi csík elterjedési területe az Azovi- és a Fekete-tengerbe ömlő folyók felső és középső szakaszai: a Kubány környéke, illetve a Kuma, Terek és Szulak medencéi.

## Megjelenése
A hal testhossza 6-8 centiméter, legfeljebb 10,5 centiméter. Felső állkapcsán 6 hosszú bajuszszál ül. Szeme alatt jól fejlett kétágú tüske van, mindkét ág rövid és körülbelül egyenlő hosszúak. Pikkelyei jól láthatók, csak részben ágyazódtak a bőrbe.

## Életmódja
Tápláléka a fenéken élő férgek, rovarlárvák és apró puhatestűek.

## Szaporodása
Május - júniusban ívik, a sebesen áramló partmenti részeken.